# Конституционный референдум на Филиппинах (1987)
Конституционный референдум в Филиппинах 1987 года проходил в соответствии с указом № 3 президента Корасон Акино от 25 марта 1986 года и имел целью получить одобрение населения Республики Филиппины проекту новой конституции страны.

## Предыстория референдума
После свержения режима Ф.Маркоса в 1986 и прихода к власти президента Корасон Акино, одним из её первых шагов было провозглашение необходимости принятия новой конституции страны, которая должна заменить конституцию 1973 года. По распоряжению К.Акино была создана конституционная комиссия в составе 50 человек, в которую вошли несколько бывших парламентариев, бывший председатель Верховного суда Филиппин Роберто Консепсьон, епископ Теодоро Бакани и кинорежиссёр Лино Брокка. В состав конституционной комиссии Акино также ввела пять человек из окружения бывшего президента Маркоса, в частности, бывшего министра труда Бласа Опле. Председателем конституционной комиссии была избрана Сесилия Муньос-Пальма, работавшая членом Верховного суда Филиппин с 1973.
Комиссия подготовила проект новой Конституции в течение четырех месяцев, 12 октября 1986 года она завершила работу и представила проект Конституции президенту Акино 15 октября. Многие положения новой Конституции вызвали ожесточённые споры в ходе обсуждения — как, например, вопросы об отмене смертной казни, статусе американских военных баз Кларк и Субик-бей, а также включение в текст Конституции вопросов экономической политики. Из-за разногласий Л.Брокка вышел из комиссии до завершения её работы, а двое других членов комиссии выразили несогласие с окончательным текстом проекта.
По итогам голосования 2 февраля 1987 года 76,37 % проголосовавших (17 059 495 голосов) высказались за утверждение проекта Конституции, против — 22,65 % (5 058 714 голосов). 11 февраля 1987 года новая Конституция была ратифицирована и введена в действие, государственные служащие и армия присягнули президенту К.Акино в тот же день.

## Результаты голосования
| За или против | Число голосов | %      |
| ------------- | ------------- | ------ |
| За            | 17,059,495    | 76.37  |
| Против        | 5,058,714     | 22.65  |
| Всего         | 22,118,209    | 100.00 |